# 水月文英
水月 文英（みづき ぶんえい、1885年4月1日 - 1971年12月21日）は、日本の教育者。筑紫女学園理事長。

## 経歴・人物
馬奈木文次郎の長男として福岡市に生まれる。旧姓名は馬奈木文助。筑紫女学園創立者水月哲英の養子となり水月文英と改名。1904年福岡県立中学修猷館、1907年7月第一高等学校文科を経て、1910年7月東京帝国大学文科大学哲学科（宗教学）を卒業。
1912年私立筑紫高等女学校（現・筑紫女学園高等学校）教諭となり、1915年同主席教諭、1923年同副校長を経て、1946年同校長に就任。1951年学校法人筑紫女学園が設立されるとその理事長に就任。1965年筑紫女学園短期大学を創設し、初代学長に就任。
日本私立中学高等学校連合会常任理事、九州地区私立中学高等学校協議会会長、福岡県私立中学高等学校協会会長、福岡県私学教育振興会理事長、福岡県私立学校審議会委員長、全国私立学校審議会連合会副会長などを歴任した。
1970年名誉校長となり、1971年12月21日死去。同年12月28日学園葬が営まれた。